# Natrozippeïta
La natrozippeïta és un mineral de la classe dels sulfats, que pertany al grup de la zippeïta. Va ser descoberta l'any 1971 a la mina Happy Jack, al White Canyon (Comtat de San Juan, Utah, Estats Units), sent nomenada així l'any 1976 degut a la seva composició química, amb sodi dominant, i la seva relació amb la zippeïta.

## Característiques
És un uranil-sulfat de sodi, de fórmula Na₅(UO₂)₈(SO₄)₄O₅(OH)₃(H₂O)₁₂. Cristal·litza en el sistema monoclínic, i el seu hàbit habitual és terrós, en pegats vellutats de color groc. Rarament forma micro cristalls. La seva duresa a l'escala de Mohs oscil·la entre 5 i 5,5. Per la seva alta radioactivitat ha de ser manipulada i emmagatzemada amb els corresponents protocols de seguretat.
Segons la classificació de Nickel-Strunz, la natrozippeïta pertany a «07.EC: Uranil sulfats amb cations de mida mitjana i grans» juntament amb els següents minerals: cobaltzippeïta, magnesiozippeïta, niquelzippeïta, zinczippeïta, zippeïta, rabejacita, marecottita, sejkoraïta-(Y) i pseudojohannita.

## Formació i jaciments
És un mineral de formació secundària en dipòsits d'urani, freqüent i molt comú en creixements post-miners. Sol trobar-se associada a altres minerals com: andersonita, uranopilita, johannita, schröckingerita i d'altres minerals del grup de la zippeïta. Als territoris de parla catalana ha estat descrita a la mina Eureka (La Torre de Cabdella, Pallars Jussà).